# Ronde van Italië 1940
| Eindklassement      |                        |              |
| Algemeen klassement | Fausto Coppi           | 107h 31' 10" |
| Tweede              | Enrico Mollo           | + 2' 40"     |
| Derde               | Giordano Cottur        | + 11' 45"    |
| Vierde              | Mario Vicini           | + 16' 27"    |
| Vijfde              | Severino Canavesi      | + 16' 50"    |
| Zesde               | Ezio Cecchi            | + 22' 30"    |
| Zevende             | Walter Generati        | + 25' 03"    |
| Achtste             | Giovanni De Stefanis   | + 27' 50"    |
| Negende             | Gino Bartali           | + 46' 09"    |
| Tiende              | Settimio Simonini      | + 48' 37"    |
| Rode Lantaarn       | Francesco Albani (47e) | + 4h 16' 06" |
| Bergklassement      | Gino Bartali           | ... punten   |
| Tweede              | Fausto Coppi           | ... punten   |
| Derde               | Enrico Mollo           | ... punten   |
| Ploegenklassement   | Gloria                 | ...h ..' .." |
| Tweede              | ...                    | -            |
| Derde               | ...                    | -            |

In 1940 ging de 28e Giro d'Italia op 17 mei van start in Milaan en eindigde op 9 juni in Milaan. Er stonden 91 renners verdeeld over 16 ploegen aan de start. Deze ronde werd gewonnen door de Italiaan Fausto Coppi.
Aantal ritten: 20

Totale afstand: 3611 km

Gemiddelde snelheid: 33,585 km/h

Aantal deelnemers: 91

## Belgische en Nederlandse prestaties
Er namen geen Belgen en geen Nederlanders deel aan de Giro van 1940.

### Belgische etappezeges
- In 1940 was er geen Belgische etappezege.

### Nederlandse etappezeges
- In 1940 was er geen Nederlandse etappezege.

## Etappe uitslagen
| Datum  | Etappe    | Parcours                  | Afstand | Eerste          | Tweede                | Derde              | Klassementsleider |
| ------ | --------- | ------------------------- | ------- | --------------- | --------------------- | ------------------ | ----------------- |
| 17 mei | etappe 1  | Milaan - Turijn           | 180 km  | Olimpio Bizzi   | Gino Bartali          | Osvaldo Bailo      | Olimpio Bizzi     |
| 18 mei | etappe 2  | Turijn - Genua            | 226 km  | Pierino Favalli | Fausto Coppi          | Osvaldo Bailo      | Osvaldo Bailo     |
| 19 mei | etappe 3  | Genua - Pisa              | 188 km  | Diego Marabelli | Mario Vicini          | Giordano Cottur    | Osvaldo Bailo     |
| 20 mei | etappe 4  | Pisa - Grosseto           | 154 km  | Adolfo Leoni    | Glauco Servadei       | Pietro Rimoldi     | Pierino Favalli   |
| 21 mei | etappe 5  | Grosseto - Rome           | 224 km  | Adolfo Leoni    | Serafino Santambrogio | Giordano Cottur    | Pierino Favalli   |
| 23 mei | etappe 6  | Rome - Napels             | 238 km  | Glauco Servadei | Quirino Toccacelli    | Olimpio Bizzi      | Pierino Favalli   |
| 24 mei | etappe 7  | Napels - Fiuggi           | 178 km  | Walter Generati | Giovanni Valetti      | Diego Marabelli    | Pierino Favalli   |
| 25 mei | etappe 8  | Fiuggi - Terni            | 183 km  | Olimpio Bizzi   | Walter Diggelmann     | Salvatore Crippa   | Enrico Mollo      |
| 26 mei | etappe 9  | Terni - Arezzo            | 183 km  | Primo Volpi     | Olimpio Bizzi         | Glauco Servadei    | Enrico Mollo      |
| 27 mei | etappe 10 | Arezzo - Florence         | 91 km   | Olimpio Bizzi   | Gino Bartali          | Primo Volpi        | Enrico Mollo      |
| 29 mei | etappe 11 | Florence - Modena         | 184 km  | Fausto Coppi    | Olimpio Bizzi         | Gino Bartali       | Fausto Coppi      |
| 30 mei | etappe 12 | Modena - Ferrara          | 199 km  | Adolfo Leoni    | Aimone Landi          | Sebastiano Torchio | Fausto Coppi      |
| 31 mei | etappe 13 | Ferrara - Treviso         | 125 km  | Olimpio Bizzi   | Adolfo Leoni          | Francesco Doccini  | Fausto Coppi      |
| 1 juni | etappe 14 | Treviso - Abbazia         | 215 km  | Glauco Servadei | Walter Generati       | Adolfo Leoni       | Fausto Coppi      |
| 2 juni | etappe 15 | Abbazia - Triëst          | 179 km  | Mario Vicini    | Olimpio Bizzi         | Giordano Cottur    | Fausto Coppi      |
| 4 juni | etappe 16 | Triëst - Pieve di Cadore  | 202 km  | Mario Vicini    | Olimpio Bizzi         | Enrico Mollo       | Fausto Coppi      |
| 5 juni | etappe 17 | Pieve di Cadore - Ortisei | 110 km  | Gino Bartali    | Fausto Coppi          | Enrico Mollo       | Fausto Coppi      |
| 7 juni | etappe 18 | Ortisei - Trente          | 186 km  | Glauco Servadei | Adolfo Leoni          | Enrico Mara        | Fausto Coppi      |
| 8 juni | etappe 19 | Trente - Verona           | 149 km  | Gino Bartali    | Walter Diggelmann     | Giordano Cottur    | Fausto Coppi      |
| 9 juni | etappe 20 | Verona - Milaan           | 180 km  | Adolfo Leoni    | Gino Bartali          | Glauco Servadei    | Fausto Coppi      |

 winnaars · 
roze trui · 
  puntenklassement · 
  bergklassement · 
 jongerenklassement · 
 intergiro · 
 ploegenklassement · 
 strijdlust · 
 zwarte trui
Giro d'Italia Next Gen · Giro Donne · Cima Coppi
 Belgische rozetruidragers · etappewinnaars
 Nederlandse rozetruidragers · etappewinnaars
Mannen:
1909 · 
1910 · 
1911 · 
1912 · 
1913 · 
1914 · 
1919 · 
1920 · 
1921 · 
1922 · 
1923 · 
1924 · 
1925 · 
1926 · 
1927 · 
1928 · 
1929 · 
1930 · 
1931 · 
1932 · 
1933 · 
1934 · 
1935 · 
1936 · 
1937 · 
1938 · 
1939 · 
1940 · 
1946 · 
1947 · 
1948 · 
1949 · 
1950 · 
1951 · 
1952 · 
1953 · 
1954 · 
1955 · 
1956 · 
1957 · 
1958 · 
1959 · 
1960 · 
1961 · 
1962 · 
1963 · 
1964 · 
1965 · 
1966 · 
1967 · 
1968 · 
1969 · 
1970 · 
1971 · 
1972 · 
1973 · 
1974 · 
1975 · 
1976 · 
1977 · 
1978 · 
1979 · 
1980 · 
1981 · 
1982 · 
1983 · 
1984 · 
1985 · 
1986 · 
1987 · 
1988 · 
1989 · 
1990 · 
1991 · 
1992 · 
1993 · 
1994 · 
1995 · 
1996 · 
1997 · 
1998 · 
1999 · 
2000 · 
2001 · 
2002 · 
2003 · 
2004 · 
2005 · 
2006 · 
2007 · 
2008 · 
2009 · 
2010 · 
2011 · 
2012 · 
2013 · 
2014 · 
2015 · 
2016 · 
2017 · 
2018 · 
2019 · 
2020 · 
2021 · 
2022 · 
2023 · 
2024 · 
2025
Vrouwen:
1988 · 
1989 · 
1990 · 
1991 ·
1992 ·
1993 · 
1994 · 
1995 · 
1996 · 
1997 · 
1998 · 
1999 · 
2000 · 
2001 · 
2002 · 
2003 · 
2004 · 
2005 · 
2006 · 
2007 · 
2008 · 
2009 · 
2010 · 
2011 · 
2012 ·
2013 · 
2014 ·
2015 ·
2016 ·
2017 ·
2018 ·
2019 ·
2020 ·
2021 ·
2022 ·
2023 ·
2024 ·
2025